# アマウリ・ビショフ
アマウリ・アルミンド・ビショフ（Amaury Armindo Bischoff, 1987年3月31日 - ）は、フランス・オー＝ラン県コルマール出身のサッカー選手。ハンザ・ロストック所属。ポジションはミッドフィールダー。

## 経歴
2005年にフランスのRCストラスブールのユースからドイツのヴェルダー・ブレーメンのユースへ移籍した。2006年にトップチームに昇格し、2007年3月14日に行われたUEFAカップ、セルタ・デ・ビーゴ戦で後半にジエゴに代わり途中出場しトップチーム初出場を果たした。これがブレーメンで唯一の公式戦出場となった。
2008年7月ブレーメンとの契約延長を拒否することを決め、7月30日イングランドのアーセナルFCへ移籍した。2008年10月10日リザーブチームでストーク・シティFC戦でデビューを果たした。11月11日に行われたフットボールリーグカップ、ウィガン・アスレティックFC戦で後半に途中出場しトップチーム初出場を果たした。2009年5月9日ポーツマスFC戦でセオ・ウォルコットの代役で出場しプレミアリーグ初出場を果たした。
2009年6月30日、アーセナルとの契約が切れリリースされ、8月26日にポルトガルのアカデミカ・コインブラと2年契約を交わした。
2010年にCDアヴェスへレンタル移籍し、2011年に2年契約で完全移籍した。
2012年夏、ドイツへと戻り、SCプロイセン・ミュンスターへ移籍した。チームではキャプテンを任されることもあった。
2017年1月21日、ハンザ・ロストックへ2年半の契約で移籍した。

## 人物
ポルトガル人の母親とフランス人の父親を持つプレーヤー。U-18世代まではフランス代表としてプレーするも、U-20世代からはポルトガル代表を選択している。U-21の代表にも選出されたが、それ以降は代表に招集されていない。